# Gladloka
Gladloka este o localitate din comuna Kostel, Slovenia.